# Делла (фильм)
Делла (англ. Della) — американский драматический фильм 1964 года, поставленный Робертом Гистом.

## Сюжет
Делла Чаппелл — богатая женщина, поглощенная властью и посвятившая себя защите будущего своей дочери Дженни. Её отец основал город Роял-Бей, и она до сих пор держит под контролем большую его часть. Сторонняя компания хочет выкупить эту часть города для развития, но Делла отказывается рассматривать этот вариант. Барни Стаффорд, адвокат, представляющий интересы застройщиков, отправляется на переговоры с Деллой.

## В ролях
- Джоан Кроуфорд — Делла Чаппелл
- Пол Берк — Барни Стаффорд
- Чарльз Бикфорд — Хью Стаффорд
- Дайан Бэйкер — Дженни Чеппелл
- Ричард Карлсон — Дэвид Стаффорд
- Роберт Сэмпсон — Джоэл Стаффорд
- Отто Крюгер — Уолтер Гаррик
- Джеймс Ной — Крис Стаффорд
- Марианна кейс — Эдди Стаффорд
- Сара Тафт — миссис Кайл
- Уолтер Вулф Кинг — Сэм Джордон
- Барни Филлипс — Эрик Клайн
- Вольтер Перкинс — Герб Фостер
- Ричард Булл — Марк Ноделла
- Джен Шепард — секретарь

## Производство
Компания Four Star Productions наняла Роберта Гиста в качестве режиссёра телесериала, который получил название «Роял-Бей» (англ. Royal Bay). Данный фильм как раз представляет собой переработанный пилотный эпизод сериала, который не одобрили продюсеры.
В проект была приглашена Джоан Кроуфорд, которая сыграла центрального персонажа, тем не менее, она в титрах была указана как «приглашённая звезда», из чего можно сделать вывод, что она планировала сниматься только в одном эпизоде.
Интересным является тот факт, что в том же году на экраны вышел фильм «Смирительная рубашка», в котором Кроуфорд и Дайан Бэйкер также сыграли мать и дочь.

## Релиз
Фильм был выпущен в ограниченный прокат в США 8 августа 1964 года. Релиз фильма на видео (под названием «Fatal Confinement») состоялся лишь в 1988 году.